# Póka György
Póka György (Kerkaszentmiklós, 1916. március 28. – Szombathely, 1987. március 3.) római katolikus pap, szombathelyi segédpüspök.

## Pályafutása
Középiskolai tanulmányait a szombathelyi premontreieknél és a győri bencéseknél végezte. A teológiát a Pázmáneum növendékeként hallgatta; 1939. július 9-én Bécsben szentelték pappá. Ugyanitt 1940-ben teológiai doktorátust szerzett.
Először Fertőrákoson volt káplán, majd 1940-től a győri kisszeminárium prefektusa, 1941-től a nagyszeminárium spirituálisa. 1946-tól püspöki titkár, 1957-től irodaigazgató volt. 1958-tól Várgesztesen, 1960-tól Bőben, 1971-től Csepregen szolgált plébánosként. 1978-tól a győri szeminárium rektora, kanonok.

### Püspöki pályafutása
1982. április 5-én cubdai címzetes püspökké és szombathelyi segédpüspökké nevezték ki. Április 21-én szentelte püspökké Esztergomban Lékai László esztergomi érsek, Paskai László kalocsai koadjutor érsek és Kisberk Imre nyugalmazott székesfehérvári püspök segédletével. 
Fábián Árpád 1986-os halála után megyéspüspöki kinevezést kapott, de annak kézhezvétele előtt meghalt.